# Cofidis (wielerploeg)/2002
Deze pagina geeft een overzicht van de wielerploeg Cofidis in 2002.
| Naam                                         | Geboortedatum | Nationaliteit       | Ploeg 2001        |
| -------------------------------------------- | ------------- | ------------------- | ----------------- |
| Daniel Atienza                               | 22-09-1974    | Spanje              |                   |
| Mickaël Bourgain                             | 28-05-1980    | Frankrijk           |                   |
| Sylvain Calzati (Stagiair vanaf 01-09)       | 01-07-1979    | Frankrijk           | -                 |
| Médéric Clain                                | 29-10-1976    | Frankrijk           |                   |
| Arnaud Coyot (Stagiair vanaf 01-09)          | 06-10-1980    | Frankrijk           | -                 |
| Íñigo Cuesta                                 | 03-06-1969    | Spanje              |                   |
| Arnaud Dublé                                 | 13-05-1980    | Frankrijk           |                   |
| Peter Farazijn                               | 27-01-1969    | België              |                   |
| Bingen Fernández                             | 15-12-1972    | Spanje              | Euskaltel-Euskadi |
| Tom Flammang                                 | 12-01-1978    | Luxemburg           |                   |
| Dmitri Fofonov                               | 15-08-1976    | Kazachstan          |                   |
| Laurent Gané                                 | 07-03-1973    | Frankrijk           |                   |
| Philippe Gaumont                             | 22-02-1973    | Frankrijk           |                   |
| Robert Hayles                                | 21-01-1973    | Verenigd Koninkrijk |                   |
| Andrei Kivilev                               | 20-09-1973    | Kazachstan          |                   |
| Claude Lamour                                | 18-10-1969    | Frankrijk           |                   |
| Yoann Le Boulanger                           | 04-11-1975    | Frankrijk           |                   |
| Massimiliano Lelli                           | 02-12-1967    | Italië              |                   |
| Angelo Lopeboselli                           | 10-04-1977    | Italië              |                   |
| Nico Mattan                                  | 17-07-1971    | België              |                   |
| David Millar                                 | 04-01-1977    | Verenigd Koninkrijk |                   |
| David Moncoutié                              | 30-04-1975    | Frankrijk           |                   |
| Chris Peers                                  | 03-03-1970    | België              |                   |
| Jo Planckaert                                | 16-12-1970    | België              |                   |
| Hayden Roulston                              | 10-01-1981    | Nieuw-Zeeland       | beloften          |
| Marek Rutkiewicz                             | 08-05-1981    | Polen               |                   |
| Robert Sassone                               | 23-11-1978    | Frankrijk           |                   |
| Jean Michel Tessier                          | 22-12-1977    | Frankrijk           |                   |
| Janek Tombak                                 | 22-07-1976    | Estland             |                   |
| Arnaud Tournant                              | 05-04-1978    | Frankrijk           |                   |
| Guido Trentin                                | 24-11-1975    | Italië              |                   |
| Cédric Vanoverschelde (Stagiair vanaf 01-09) | 13-10-1977    | Frankrijk           |                   |
| Cédric Vasseur                               | 18-08-1970    | Frankrijk           | US Postal         |

## Overwinningen
Ronde van het District Santarém
1e etappe: Janek Tombak
2e etappe: Janek Tombak
Criterium International
2e etappe: David Moncoutié
Vierdaagse van Duinkerke
2e etappe: Janek Tombak
5e etappe: Cédric Vasseur
Clásica Alcobendas
2e etappe: David Moncoutié
Eindklassement: David Moncoutié
Ronde van Catalonië
7e etappe: Dmitri Fofonov
GP do Minho
Janek Tombak
Ronde van Frankrijk
13e etappe: David Millar
Tour de l'Ain
4e etappe: Marek Rutkiewicz
Tour de Limousin
3e etappe: Robert Sassone
Ronde van Poitou-Charentes
Guido Trentin
Ronde van Polen
3e etappe: Janek Tombak
GP d'Isbergues
Cédric Vasseur
Ronde van Spanje
5e etappe: Guido Trentin

## Teams

### Ster van Bessèges
6 februari–10 februari
- [31.] Peter Farazijn
- [32.] Tom Flammang
- [33.] Nico Mattan
- [34.] Chris Peers
- [35.] Jo Planckaert
- [36.] Médéric Clain
- [37.] Robert Sassone
- [38.] Jean-Michel Tessier

### Ronde van de Middellandse Zee
13 februari–17 februari
- [129.] Andrej Kivilev
- [130.] Philippe Gaumont
- [131.] Dmitri Fofonov
- [132.] Angelo Lopeboselli
- [133.] David Moncoutié
- [134.] Jérôme Neuville
- [135.] Robert Sassone
- [136.] Cédric Vasseur

### Ruta del Sol
17 februari–21 februari
- [191.] Nico Mattan
- [192.] Jo Planckaert
- [193.] Chris Peers
- [194.] Peter Farazijn
- [195.] Robert Sassone
- [196.] Claude Lamour
- [197.] Tom Flammang
- [198.] Jean-Michel Tessier

### Ronde van Valencia
26 februari–2 maart
- [71.] Bingen Fernández
- [72.] Iñigo Cuesta
- [73.] Philippe Gaumont
- [74.] Andrej Kivilev
- [75.] Massimiliano Lelli
- [76.] Angelo Lopeboselli
- [77.] David Moncoutié
- [78.] Guido Trentin

### Tirreno-Adriatico
14 maart–20 maart
- [51.] Daniel Atienza
- [52.] Médéric Clain
- [53.] Peter Farazijn
- [54.] Dmitri Fofonov
- [55.] Massimiliano Lelli
- [56.] Angelo Lopeboselli
- [57.] Robert Sassone
- [58.] Guido Trentin

### Milaan-San Remo
23 maart
- [51.] Peter Farazijn
- [52.] Andrej Kivilev
- [53.] Massimiliano Lelli
- [54.] Médéric Clain
- [55.] Nico Mattan
- [56.] Jo Planckaert
- [57.] Íñigo Cuesta
- [58.] Guido Trentin

### Ronde van Vlaanderen
7 april
- [111.] Tom Flammang
- [112.] Peter Farazijn
- [113.] Claude Lamour
- [114.] Nico Mattan
- [115.] —
- [116.] Jo Planckaert
- [117.] Philippe Gaumont
- [118.] Janek Tombak

### Ronde van Frankrijk
6 juli–28 juli
- [41.] Andrej Kivilev
- [42.] Daniel Atienza
- [43.] Íñigo Cuesta
- [44.] Bingen Fernández
- [45.] Massimiliano Lelli
- [46.] Nico Mattan
- [47.] David Millar
- [48.] David Moncoutié
- [49.] Cédric Vasseur

### Ronde van Spanje
7 september–29 september
- [51.] David Millar
- [52.] Daniel Atienza
- [53.] Íñigo Cuesta
- [54.] Médéric Clain
- [55.] Bingen Fernández
- [56.] Massimiliano Lelli
- [57.] Robert Sassone
- [58.] Dmitri Fofonov
- [59.] Guido Trentin

### Ronde van Polen
9 september–15 september
- [33.] Tom Flammang
- [34.] Rob Hayles
- [35.] Janek Tombak
- [36.] Jean-Michel Tessier
- [37.] Angelo Lopeboselli
- [38.] Cédric Loue
- [39.] Marek Rutkiewicz
- [40.] Sylvain Calzati

### Ronde van Lombardije
19 oktober
- [41.] Daniel Atienza
- [42.] —
- [43.] Chris Peers
- [44.] David Millar
- [45.] Marek Rutkiewicz
- [46.] Jean-Michel Tessier
- [47.] Guido Trentin
- [48.] Cédric Vasseur

Mannen: 1997 · 1998 · 1999 · 2000 · 2001 · 2002 · 2003 · 2004 · 2005 · 2006 · 2007 · 2008 · 2009 · 2010 · 2011 · 2012 · 2013 · 2014 · 2015 · 2016 · 2017 · 2018 · 2019 · 2020 · 2021 · 2022 · 2023 · 2024 · 2025
Vrouwen:2022 · 2023 · 2024 · 2025